# Luis Miguel Sánchez Cerro
Luis Miguel Sánchez Cerro (ur. 12 sierpnia 1889 w Piura, zm. 30 kwietnia 1933 w Limie) – peruwiański wojskowy i polityk. 22 sierpnia 1930, jako pułkownik, obalił jedenastoletnią dyktaturę Augusto B. Leguía. Sprawował władzę najpierw jako przywódca junty, a potem jako prezydent.

## Życiorys
Jego rodzicami byli Antonio Sánchez i Rosa Cerro, pochodził z rodziny o korzeniach malgaskich. W młodości wstąpił na uczelnię wojskową, a w 1914 roku brał udział w zamachu stanu przeprowadzonym przez Óscara Benavidesa, podczas zamachu został pięciokrotnie ranny, stracił również trzy palce. 
W 1921 roku został ranny podczas udziału w nieudanym puczu przeciwko prezydentowi Augustowi Leguía. Następnie został wygnany z Peru i trafił do Maroka, gdzie służył w Hiszpańskiej Legii Cudzoziemskiej. W 1925 roku służył w Regio Esercito, a w 1926 roku podjął studia wojskowe we Francji. W 1930 roku został wybrany prezydentem przez rządzącą krajem juntę wojskową. W 1931 roku zrezygnował ze stanowiska i kandydował w zorganizowanych wówczas wyborach prezydenckich, które następnie wygrał.
W marcu 1932 roku przeżył próbę zamachu na jego życie. Zamachowiec, Jose Melgar, został skazany na śmierć, został jednak ułaskawiony przez Sáncheza. 
Zginął w wyniku zamachu przeprowadzonego przez zwolennika Amerykańskiego Rewolucyjnego Sojuszu Ludowego, Abelarda de Mendozę, podczas przeglądu wojsk mających brać udział w wojnie kolumbijsko-peruwiańskiej.